# Alte Löwenapotheke (Wismar)
Die Alte Löwenapotheke in Wismar-Altstadt, Bademutterstraße 2, steht unter Denkmalschutz. Das Gebäude betont dominant das Ende der Krämerstraße.
Heute befindet sich hier ein Café.

## Geschichte

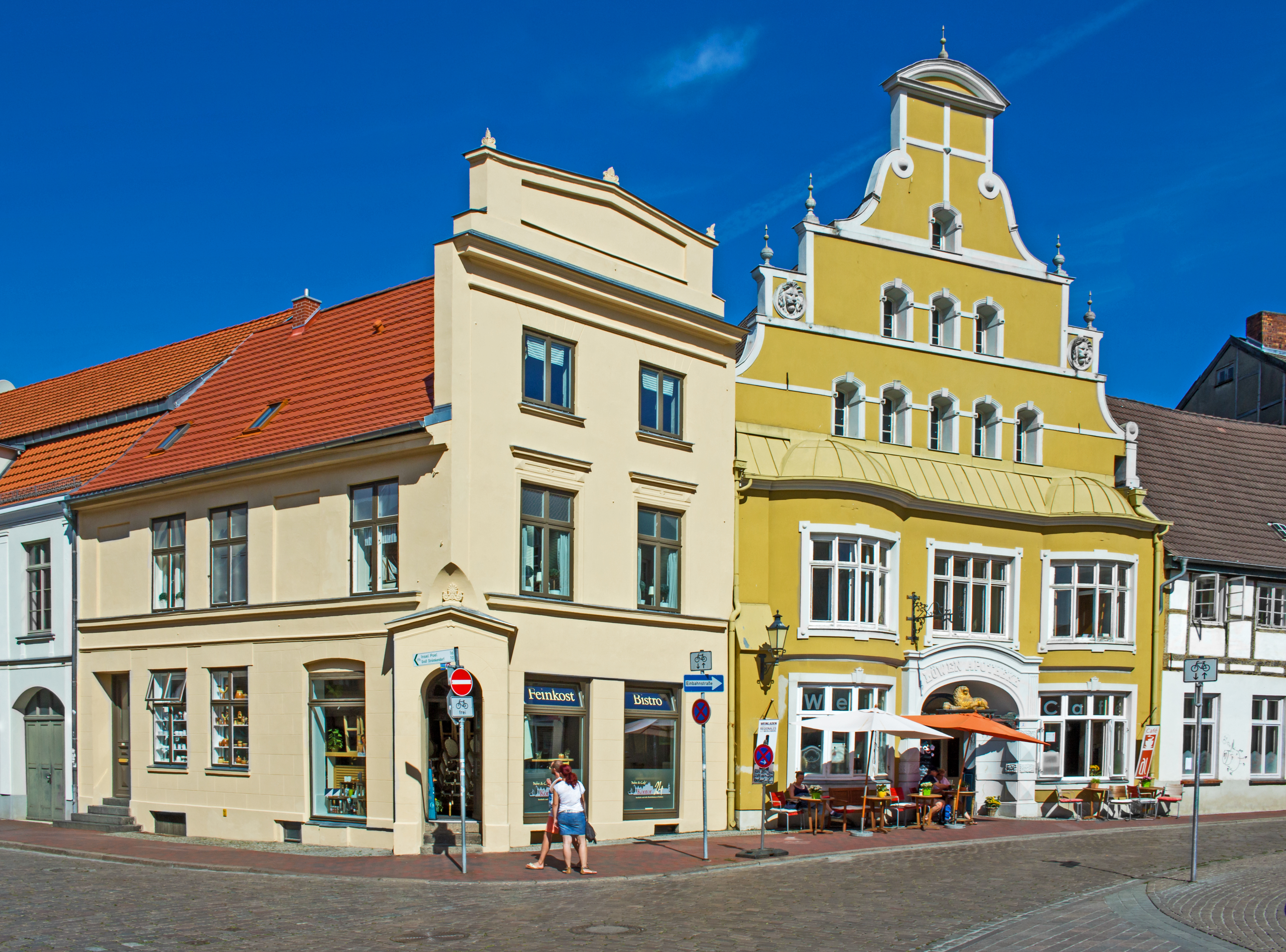
Rechts: Apotheke, links Bohrstraße Nr. 1

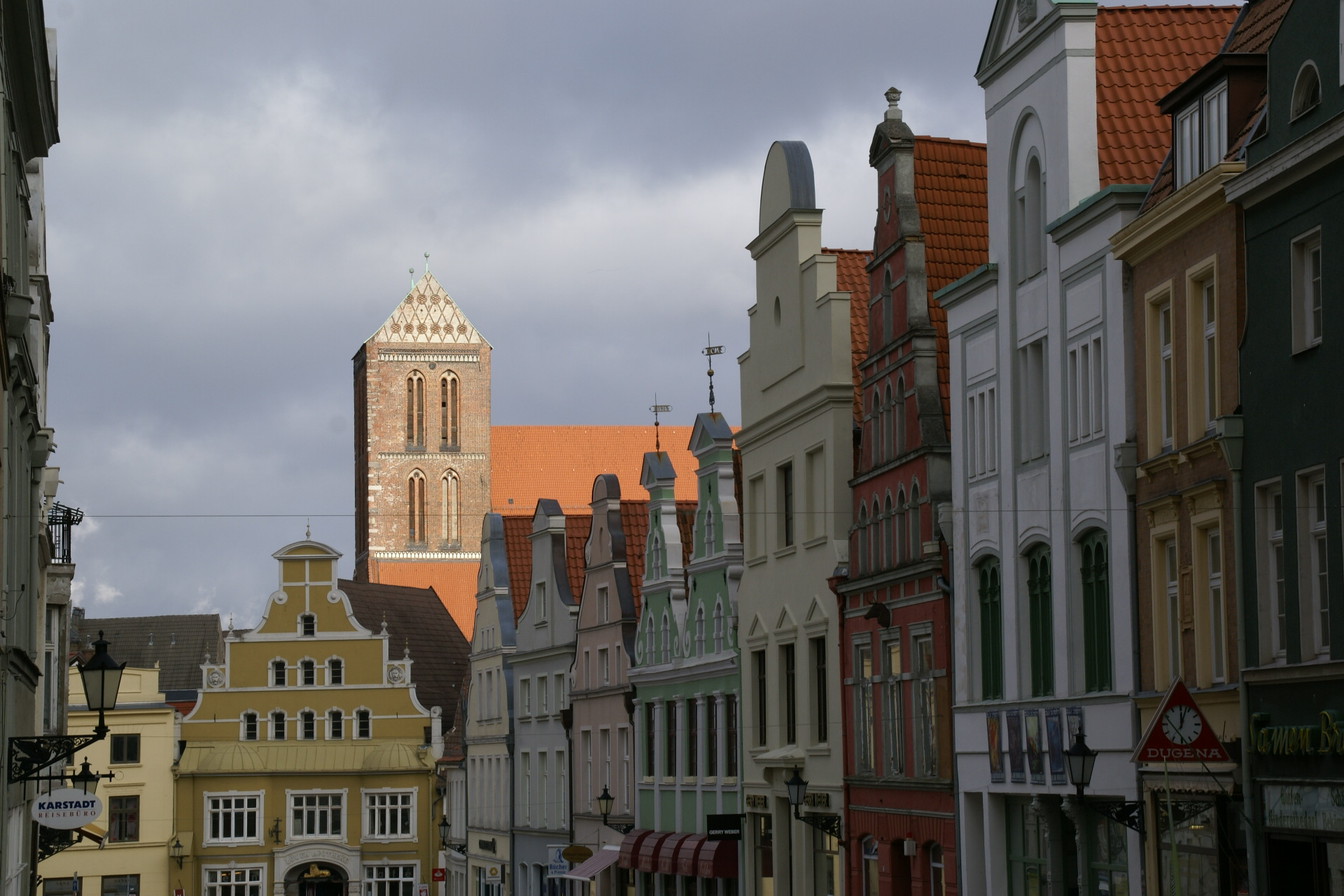
Krämerstraße, Apotheke und Nikolaikirche

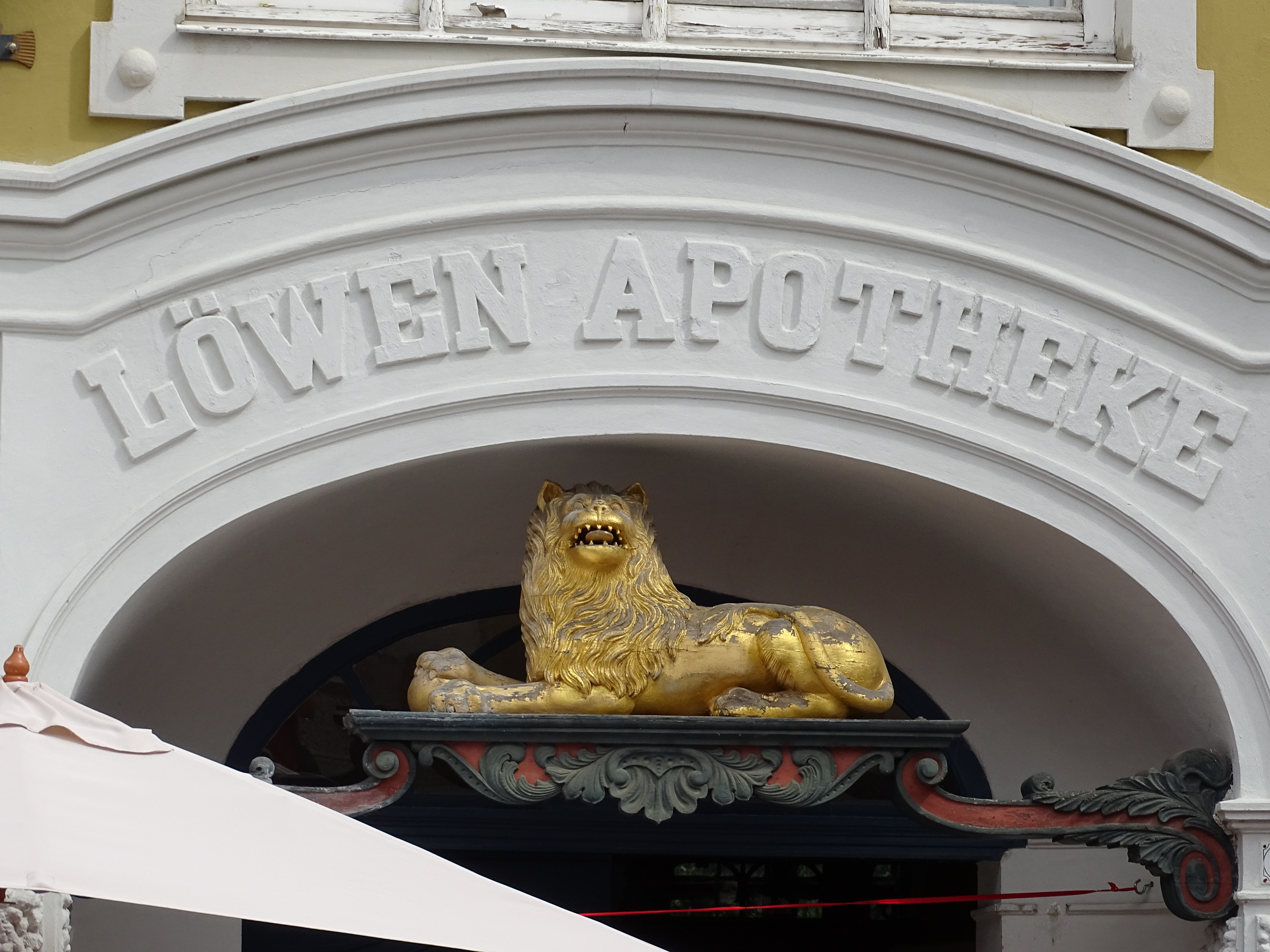
Inschrift über dem Portal

Im Mittelalter wurde das Haus im gotischen Stil von der Familie von der Lühe an der Bademutterstraße (benannt nach den Hebammen) / Hopfenmarkt gebaut. Die Familie besaß die Braugerechtigkeit sowie andere benachbarte Häuser am früheren Hopfenmarkt. Dendrochronologische Holzuntersuchungen ergaben: Ein erhaltener Luchtbalken (Unterzug) stammt von 1334 und Teile des erhaltenen Fachwerks des Hofgiebels von 1533.
Nach dem Dreißigjährigen Krieg gründete 1659 der Sohn des Ratskellerpächters Mathias Scheffel in dem Haus die zweite, „untere“ Apotheke der Stadt. Er baute das Haus um und es erhielt eine barocke Straßenfassade. Eine Kanonenkugel im Gebälk des Hinterhauses (1711/12) ist Zeugnis des Großen Nordischen Krieges (1700–1721).
Gründersohn Jürgen-Joachim Scheffel übernahm die väterliche Apotheke und dessen Sohn Mathias Scheffel folgte. Dieser verkaufte sie 1766 an Dietmar Allhusen, der 1777 starb. Eigentümer der Apotheke waren dann bis 1827 die Familie Peter Heinrich Ahrens und Erben, die sie an den Apotheker Ludwig Fabricius verkauften. 
1851 kaufte der Apotheker Carl Beckmann die untere Apotheke und nannte sie nunmehr Löwen-Apotheke. Der Name sollte die Kraft der Löwen in der Medizin symbolisieren, die in der frühen Volksmedizin eine Rolle spielte. Bei einem Umbau wurde die heutige Fassade teilweise im Stil der Neorenaissance mit dem Löwen-Portal und den zwei Erkern umgestaltet. Zwei Löwen zieren zudem als Medaillon aus Stein den Giebel. Der vergoldete Löwe über dem Eingang wurde mehrmals entwendet, wurde danach aber stets wieder aufgefunden. Die Fenster der Offizin (Werkstatt) und der Arbeitsräume erhielten ab etwa 1900 die erhaltene Jugendstilverglasung. 
Weitere Eigentümer/Besitzer waren dann Carl Lössin, Hans Kuhlmann, Werner Radloff und zuletzt bis 2004 Lisa Poppe. Es folgte die Nutzung durch ein Café mit einem Weinkontor sowie durch Ferienwohnungen.